# Ulica Nowy Świat w Kaliszu
Ulica Nowy Świat – jedna z najważniejszych i najruchliwszych ulic w centrum Kalisza. Do czasu otwarcia Szlaku Bursztynowego była fragmentem drogi wojewódzkiej nr 450. Znajduje się w dwóch dzielnicach miasta - Śródmieściu i Czaszkach. Jej długość wynosi około 1,1 km.

## Przebieg
Ulica Nowy Świat zaczyna się na skrzyżowaniu z trzema ulicami - Śródmiejską, Górnośląską i Harcerską, krzyżuje się z ulicami Ułańską i Legionów, a kończy na rondzie Ptolemeusza ze Szlakiem Bursztynowym i ulicą Częstochowską. Do skrzyżowania z ulicą Czaszkowską biegnie na granicy Śródmieścia i Czaszek, dalej natomiast w samych tylko Czaszkach. Odcinek od skrzyżowania z ulicą Lipową do skrzyżowania z ulicą Rzemieślniczą jest jednokierunkowy z ruchem przeciwnym do kolejności numeracji budynków. Ruch w przeciwnym kierunku odbywa się ulicami Lipową, Handlową i Rzemieślniczą. Zmiana ta została wprowadzona latem 2008 roku. Ulica Nowy Świat na odcinku obukierunkowym jest jednojezdniowa czteropasmowa.

## Obiekty
- hotel „Calisia”, nr 1–3
- Wielkopolska Izba Lekarska, delegatura, nr 1–5
- Przedsiębiorstwo Wodociągów i Kanalizacji, nr. 2A
- Spółka Wodno-Ściekowa Prosna, nr. 2A
- Państwowa Wyższa Szkoła Zawodowa im. Prezydenta Stanisława Wojciechowskiego w Kaliszu, rektorat, nr 4
- pomnik Marii Konopnickiej
- Wydział Pedagogiczno-Artystyczny Uniwersytetu im. Adama Mickiewicza w Poznaniu, nr 28–30
- pogotowie ratunkowe, nr. 35
- Komenda Miejska Państwowej Straży Pożarnej, nr. 42-44

## Komunikacja
Po Nowym Świecie kursują dwie linie autobusowe Kaliskich Linii Autobusowych:
- 16 (Obozowa Pętla - Bażancia)
- S2 (Winiary Osiedle - Kampus PWSZ)
- S3 (Długa Pętla - Kampus PWSZ)

Znajdują się tutaj cztery przystanki.